# Haine
Pour les articles homonymes, voir Haine (homonymie).
La haine est un sentiment personnel de détestation, d'hostilité ou d'exécration très forte à l'égard de quelque chose ou de quelqu'un.

## Philosophie
Dans la philosophie aristotélicienne puis chrétienne, la haine est vue comme un vice. Dans sa Rhétorique, Aristote définit la haine comme une forme d'hostilité dont l'objet est un groupe de gens, au contraire de la colère qui concerne des individus : il donne l'exemple de la haine envers les voleurs que selon lui tout le monde ressent sans avoir besoin d'être concerné personnellement. Par la suite, dans l'épître aux Romains, Paul de Tarse enjoint aux judéo-chrétiens de ne pas haïr leurs oppresseurs, car cela serait mal.
En 1826, William Hazlitt publie sa collection d'essais Du plaisir de haïr, dans lesquels il fait valoir entre autres que les enfants, les femmes, les idiots et les moralistes seraient plus haineux que lui et ses pairs.

## Littérature
Selon William Marx, on peut repérer quatre formes de haine de la littérature dans l'histoire: la religieuse, manifestée notamment dans le bûcher des Vanités, la burlesque, exemplifiée par l'auto-dérision de Francesco Berni, la familiale, exprimée par l'homophobie de Tanneguy Le Fèvre, et la fantasmée, que Gustave Flaubert et Émile Zola placent dans la bouche des bourgeois.

## Psychologie et psychanalyse

### En psychanalyse
La psychanalyste Marie-Claude Defores considère la haine comme une force délibérément déstructurante et déshumanisante, arme principale de la perversion : « Il est important de distinguer l'agressivité, qui est une pulsion de vie, de la haine, qui est une force de dépersonnalisation… La haine peut prendre les formes les plus socialisées ; elle refuse le nouveau, tourne vers le passé, produit la répétition et dépersonnalise. »
Allant dans le même sens, Heitor de Macedo affirme :

« La haine n'attrape pas la vérité, elle l'enserre à l'intérieur d'une pensée immobile où plus rien n'est transformable, où tout est pour toujours immuable : le haineux navigue dans un univers de certitudes. »

Pour le psychanalyste Pierre Delaunay, « celui qui hait dénie toute existence à l'objet de sa haine ; au point de la supprimer si elle se manifeste moindrement. […] Il pétrifie l'autre en sorte qu'il n'existe que très peu et, si ce n'est pas suffisant, il le tue. L'existence de l'autre, il n'en veut rien savoir ».
Saverio Tomasella confirme l'ensemble de ces constats cliniques. Il relie la haine au fantasme, notamment aux fantasmes sociaux de « normalité ». La haine est un puissant moteur de « réussite sociale » et de prise de pouvoir, à l'œuvre autant dans les entreprises, que dans les institutions religieuses et les partis politiques. « L'un des principaux leviers de la haine concerne la condamnation sans appel, comme une assignation d’identité. L'accusation qui annule l’autre sous-entend : je sais qui tu es ; je dis que tu ne vaux rien, tu ne vaux rien. » Le discours haineux tue ; il n’est pas une parole mais un acte destructeur.
Pour les psychanalystes Marie-Claude Defores et Yvan Piedimonte, la haine s'impose de façon déguisée :

« Elle ne peut être perçue qu’à partir de l’impact de son intention sur l’âme résonnant dans l’intériorité sous forme de sensations et d’images comme le froid, le figé, l’immobilisation, la pétrification, ce qu’illustre le rêve. La haine, monde de la négation de l’âme, exclut ce qui en est son expression, le sentiment, et empêche la manifestation de ses qualités : mobilité, chaleur et liberté. »

À ce titre, il est possible de définir la haine comme la négation radicale d'une personne. Elle correspond à l'intention de détruire l'autre, en l'attaquant dans son être et son humanité.
En littérature, chez Balzac, la cousine Bette passe sa vie à chercher à détruire une famille. Bette meurt en gardant « le secret de sa haine ».
Un prétexte fréquent donné à la haine est d'accuser la partie adverse d'en être elle-même animée. En tant qu'accusation, elle est en ce sens un outil de manipulation des masses. George Orwell en donne un exemple avec le personnage de Goldstein dans 1984. Le régime utilise ce personnage pour dériver le mécontentement de sa population vers un autre objet que le régime en lui-même.

## Haine de soi
La haine de soi est un état psychologique et une expression désignant un sentiment souvent éprouvé par les minorités, les personnes souffrantes et stigmatisées (physiquement, socialement, psychiquement…) par une maladie héréditaire ou contagieuse, par une couleur de la peau, les suites d'un accident, une situation de stress post-traumatique: l'internalisation de l'oppression (en) conduit par exemple à l'homophobie intériorisée, le racisme intériorisé (en), le sexisme intériorisé (en), l'antisémitisme intériorisé, etc. Ce type de marginalisations subies peut déclencher une souffrance, une culpabilité ou de la honte, et chez l'autre, de la pitié ou du mépris alimentant une haine de soi, qui, selon Alberto Eiguer (2013), est à la fois une conséquence et un facteur aggravant qui peut conduire à étendre la haine de soi à la haine de son héritage familial, historique, culturel.
La haine de soi (pour une personne ou un groupe) peut être résolue par une réconciliation avec soi-même et les siens (pouvant conduire à une estime de soi retrouvée) ou sinon, la personne peut tenter de gommer ce qui est ressenti comme stigmate, pour diminuer la différence ressentie, avec par exemple :
- faire appel à la chirurgie esthétique et/ou réparatrice[10] ;
- blanchir sa peau chez une personne d’origine asiatique, afro-antillaise, africaine ou arabe, et/ou lisser des cheveux naturellement crépus, et/ou autres modifications de l’apparence[10] ;
- abandonner des pratiques culturelles, une religion (ou se convertir à une autre religion, non stigmatisante dans le contexte)[10] ;
- s'approprier des arguments racistes à l’encontre de sa singularité[10] ;
- réduire sa différence à un seul trait, au détriment des autres[10] ;
- adoption d’une position en faux-self[10].

L'expression a été utilisée par Théodore Lessing (1930) dans l'entre-deux-guerres à propos d'une catégorie de personnes juives exprimant un rejet ou un aversion, voire simplement une position critique, à l'égard du judaïsme, de la culture juive, ou des aspirations politiques juives de l'époque. C'est ainsi que Paul Giniewski a sous titré sa biographie critique de la philosophe Simone Weil « ou la haine de soi ».

## Discours de haine

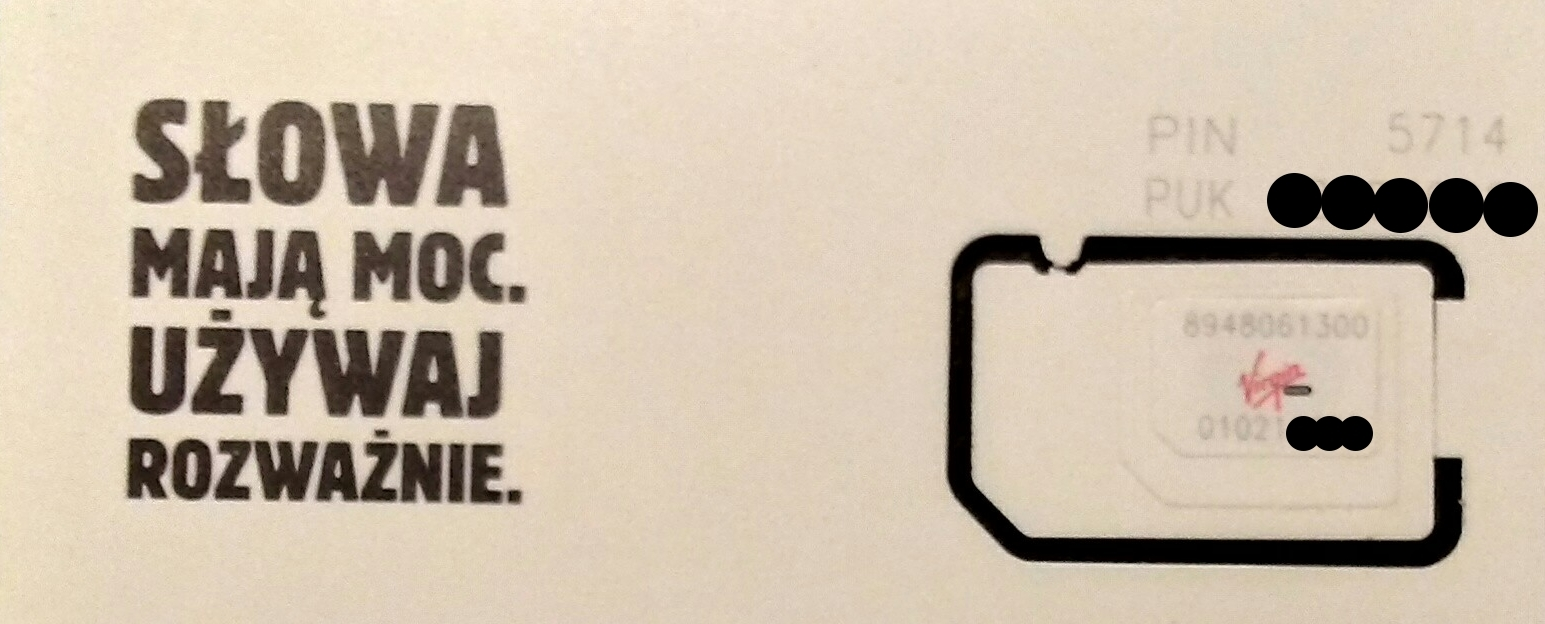
Carte SIM en Pologne affichant le slogan de la campagne contre le discours de haine "« Les mots ont du pouvoir, utilisez-les avec sagesse ».

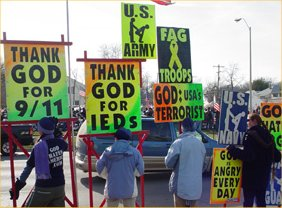
Manifestation de la Westboro Baptist Church aux États-Unis. Les panneaux disent Dieu merci pour le 11 septembre, Dieu merci pour les engins explosifs improvisés et Nos soldats sont des pédés.

Un discours de haine (ou « discours haineux », « discours de la haine ») désigne un type de discours ou de système qui (au-delà de la violence ou de l'injure ponctuelle en termes de force et de nature) attaque une personne ou un groupe de personnes sur la base de caractéristiques diverses (couleur de peau, ethnie, âge, sexe, orientation sexuelle, religion, etc.). L'Histoire a montré que le discours haineux peut conduire à des suicides, lynchages, fusillades de masse,,, attaques par explosifs, guerres, crimes de masses et processus génocidaires comme en ex-Yougoslavie et au Rwanda (voir : incitation au génocide).
Ce genre de discours est également appelé « antilocution » sur l'échelle d'Allport (qui mesure le degré de manifestation du préjugé dans une société).

#### Psychanalyse
- Donald W. Winnicott, La Haine dans le contre-transfert, Payot, coll. « Petite Bibliothèque Payot », 2014 (ISBN 9782228910552).
- Beck, T. Aaron, Prisonniers de la haine : Les racines de la violence, Paris, Masson, 2002.

#### Histoire et sciences politiques
- Olivier Le Cour Grandmaison, Haine(s), Presses Universitaires de France, 2002 (ISBN 978-2-13-052608-7, lire en ligne)
- Yann Rodier, Les Raisons de la haine. Histoire d'une passion dans la France du premier XVIIe siècle, Ceyzérieu, Champ Vallon, 2020.
- Frédéric Chauvaud, Histoire de la haine : une passion funeste 1830-1930, Rennes, Presses universitaires de Rennes, coll. « Histoire », 2014 (ISBN 978-2-7535-5953-0, lire en ligne).
- (de) Şeyda Kurt, HASS. Von der Macht eines widerständigen Gefühls, Harpercollins, 21 mars 2023 (ISBN 978-3-365-00158-5).
- Stephen Holmes (Anne-Marie Varigault (trans.)), « Haine », dans Passions sociales, Paris cedex 14, Presses Universitaires de France, coll. « Hors collection », 2019, 277–282 p. (ISBN 978-2-13-079881-1, lire en ligne).